# Tailândia nos Jogos Olímpicos de Verão de 1972
A Tailândia competiu nos Jogos Olímpicos de Verão de 1972, realizados em Munique, Alemanha Ocidental.